# غويلرمو مارين
غويلرمو مارين (بالإسبانية: Guillermo Marín)‏ هو ممثل إسباني، ولد في 12 أغسطس 1905 بمدريد في إسبانيا، وتوفي بنفس المكان في 21 مايو 1988.

## وصلات خارجية
- غويلرمو مارين على موقع IMDb (الإنجليزية)
- غويلرمو مارين على موقع ألو سيني (الفرنسية)
- غويلرمو مارين على موقع أول موفي (الإنجليزية)
- غويلرمو مارين على موقع قاعدة بيانات الفيلم (الإنجليزية)
- غويلرمو مارين على موقع كينوبويسك (الروسية)